# Scandinavian Touring Car Cup 2010

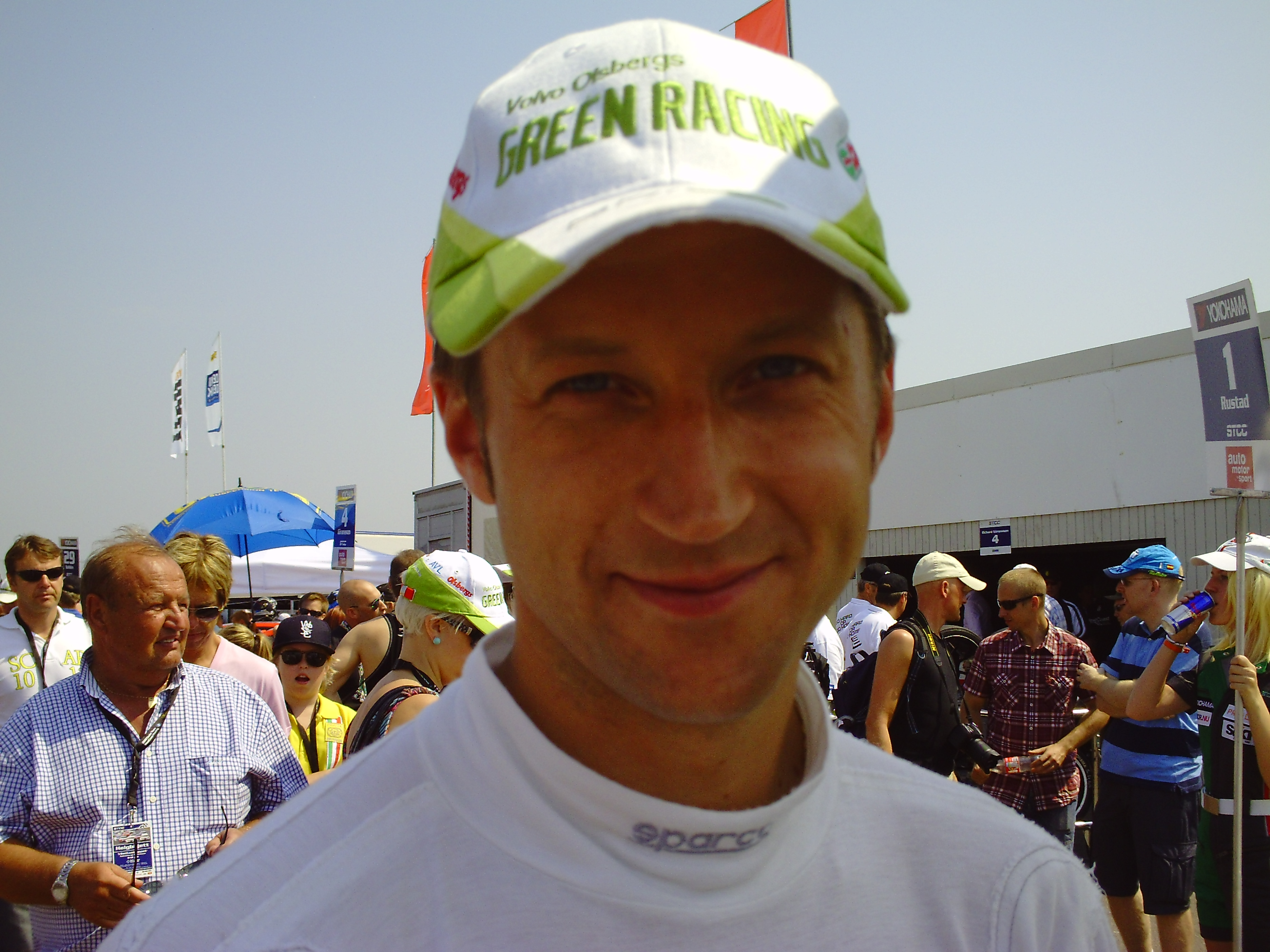
Robert Dahlgren blev mästare.

Scandinavian Touring Car Cup 2010 var den första säsongen av standardvagnsmästerskapet Scandinavian Touring Car Cup. Säsongen bestod av fyra tävlingshelger, två i Sverige och två i Danmark. Mästare blev Robert Dahlgren.

## Kalender
| Datum           | Bana            | Segrare           | Team                    | Märke               |
| --------------- | --------------- | ----------------- | ----------------------- | ------------------- |
| 25 april        | Jyllands-Ringen | Tommy Rustad      | Polestar Racing         | Volvo C30           |
| 25 april        | Jyllands-Ringen | Robert Schlünssen | Alternative Engineering | BMW 320si E90       |
| 4-5 juni        | City Race Arena | Robert Dahlgren   | Polestar Racing         | Volvo C30           |
| 4-5 juni        | City Race Arena | Richard Göransson | WestCoast Racing        | BMW 320si E90       |
| 3-5 september   | Jyllands-Ringen | James Thompson    | Hartmann Honda Racing   | Honda Accord Euro R |
| 3-5 september   | Jyllands-Ringen | Thed Björk        | Flash Engineering       | BMW 320si E90       |
| 17-18 september | Ring Knutstorp  | Fredrik Ekblom    | Team Biogas.se          | Volkswagen Scirocco |
| 17-18 september | Ring Knutstorp  | Thed Björk        | Flash Engineering       | BMW 320si           |

## Team och förare
Se Swedish Touring Car Championship 2010 och Danish Touringcar Championship 2010.

## Slutställning
| Nr | Förare               | Team                                    | Bil                         | Poäng |
| -- | -------------------- | --------------------------------------- | --------------------------- | ----- |
| 1  | Robert Dahlgren      | Polestar Racing                         | Volvo C30                   | 110   |
| 2  | Richard Göransson    | WestCoast Racing                        | BMW 320si                   | 82    |
| 3  | Fredrik Ekblom       | Team Biogas.se                          | Volkswagen Scirocco         | 75    |
| 4  | Robert Schlünssen    | Alternative Engineering/Fukamuni Racing | BMW 320si                   | 65    |
| 5  | Thed Björk           | Flash Engineneering                     | BMW 320si                   | 64    |
| 6  | Jan Magnussen        | Team Bauhaus Telesikring                | BMW 320si Chevrolet Lacetti | 57    |
| 7  | Tommy Rustad         | Polestar Racing                         | Volvo C30                   | 56    |
| 8  | Patrik Olsson        | Team Biogas.se                          | Volkswagen Scirocco         | 51    |
| 9  | Mattias Andersson    | MA:GP/IPS Motorsport                    | Alfa Romeo 156 GTA          | 45    |
| 10 | Jason Watt           | Team Bygma Jason Watt Racing            | SEAT León                   | 33    |
| 11 | James Thompson       | Hartmann Honda Racing                   | Honda Accord Euro R         | 33    |
| 12 | Johan Stureson       | MA:GP/IPS Motorsport                    | BMW 320si                   | 31    |
| 13 | Casper Elgaard       | Team Telesikring Racing                 | BMW 320si                   | 27    |
| 14 | Dick Sahlén          | Mattias Ekström Junior Team             | SEAT León                   | 26    |
| 15 | Jens Reno Møller     | Team FDM Tegee-Dan Motorsport           | SEAT León                   | 21    |
| 16 | Roger Eriksson       | Mattias Ekström Junior Team             | SEAT León                   | 20    |
| 17 | Viktor Hallrup       | Chevrolet Motorsport Sweden             | Chevrolet Cruze             | 10    |
| 18 | Jan "Flash" Nilsson  | Flash Engineering                       | BMW 320si                   | 2     |
| 19 | Andreas Ebbesson     | Ebbesson Motorsport                     | BMW 320si                   | 0     |
| 20 | Tomas Engström       | Hartmann Honda Racing                   | Honda Accord Euro R         | 0     |
| 21 | Michael Carlsen      | Carlsen Motorsport                      | Peugeot 407                 | 0     |
| 22 | Kim Holmgaard        | Team FDM Tegee-Dan Motorsport           | SEAT León                   | 0     |
| 23 | Viktor Huggare       | Huggare Racing                          | Opel Astra                  | 0     |
| 24 | Robin Appelqvist     | Appelqvist Racing                       | Alfa Romeo 156 GTA          | 0     |
| 25 | Kim Morgan Jensen    | K.C. Motorsport                         | BMW 320i                    | 0     |
| 26 | Niels Christiansen   | Niels Christiansen                      | Toyota Corolla T-Sport      | 0     |
| 27 | Claes Hoffsten       | MECA Sweden                             | Alfa Romeo 156 GTA          | 0     |
| 28 | Joakim Ahlberg       | BMS Events                              | BMW 320i                    | 0     |
| 29 | Johan Kristoffersson | Team Biogas.se                          | Volkswagen Scirocco         | 0     |